# Hộp Abyss

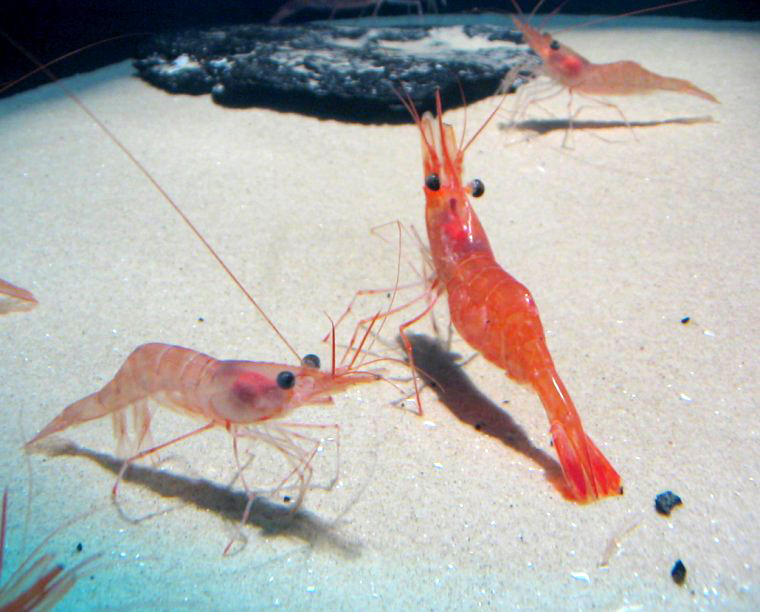
Pandalus borealis là một trong những loài khỏe mạnh ban đầu được chọn để giữ trong Hộp Abyss

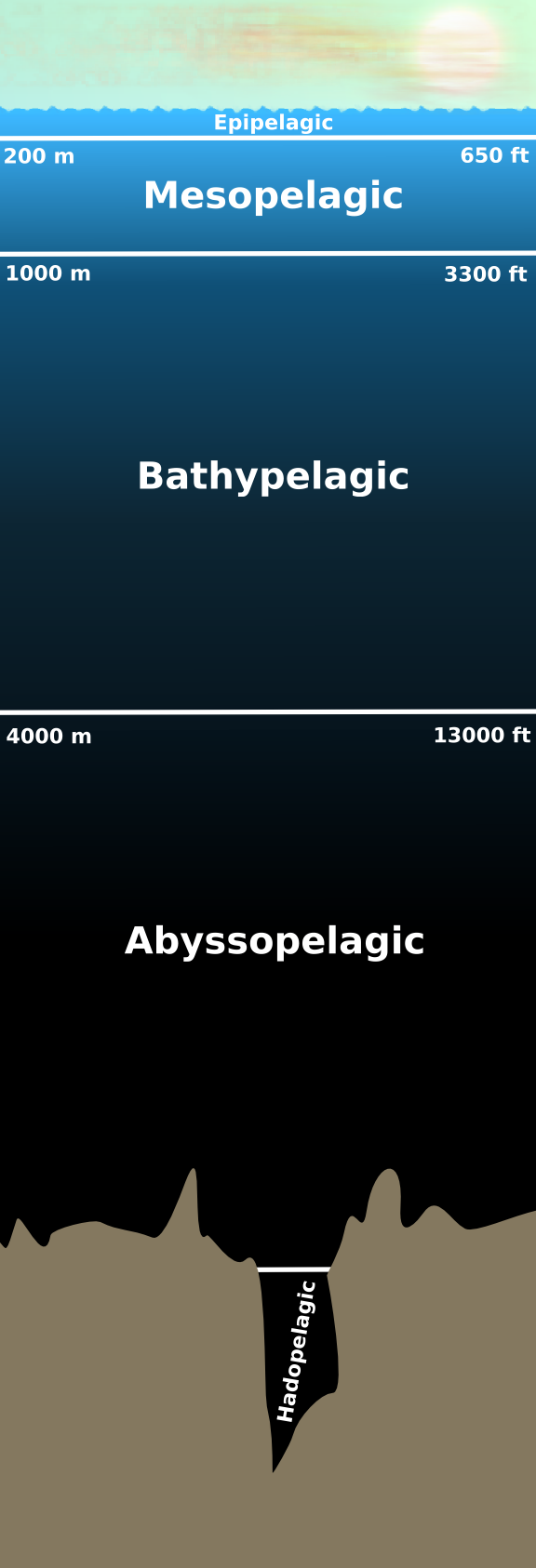
Vùng biển sâu

Hộp Abyss là một bình chứa 16 lít (3,5 gal Anh; 4,2 gal Mỹ)         nước ở áp suất rất cao 18 megapixel để mô phỏng môi trường dưới nước tự nhiên của động vật sống ở vùng biển khơi tăm tối sâu khoảng 1.800 mét (5.900 ft) dưới mặt nước. Nó đang được trưng bày tại thủy cung Oceanopolis ở Brest, Pháp. Nó được thiết kế bởi nhà nghiên cứu người Pháp Bruce Shillito từ Đại học Pierre và Marie Curie ở Paris.
Tất cả các thiết bị duy trì áp suất cực lớn bên trong Hộp Abyss nặng 600 kilôgam (1.300 lb). Thiết bị này bao gồm các loài sinh vật sống ở dưới vùng biển sâu để chúng có thể được nghiên cứu, đặc biệt là về khả năng thích ứng với nhiệt độ đại dương ấm hơn. Hiện tại Hộp Abyss chỉ nuôi các loài sinh vật biển sâu phổ biến bao gồm cua biển sâu, Bythograea thermydron và tôm biển sâu, Pandalus borealis, cũng như một số loài cứng hơn với tỷ lệ sống cao hơn trong môi trường bị suy thoái.